# Het hermetisch zwart
Het hermetisch zwart (Frans: L'Œuvre au noir) is een roman van Marguerite Yourcenar die verschenen is op 8 mei 1968 en vertaald werd naar het Nederlands door Jenny Tuin in 1971. Het boek kende onmiddellijk een groot succes bij het Franstalige publiek en werd door de jury unaniem bekroond met de Prix Femina.

## De titel van het boek
In de alchemie verwijst 'hermetisch zwart' naar de eerste van de drie fases die voltooid moeten worden om het Magnum opus (ook wel Grote Werk genoemd) te bekomen. De alchemist moet volgens de traditie achtereenvolgens l'œuvre au noir (genoemd naar de zwarte kleur die de bereiding krijgt), l'œuvre au blanc (‘klein werk’) en l'œuvre au rouge (‘groot werk’) tot een goed einde brengen om lood in goud te kunnen omzetten, de Steen der Wijzen te creëren of een onfeilbaar geneesmiddel te produceren (panacee).
Yourcenar zegt hierover het volgende: “Het hermetisch zwart, zoals het boek heet, betekent in de alchemie de fase van het scheiden en oplossen van de stof, wat weleens het moeilijkste onderdeel van de Steen der Wijzen wordt genoemd." Men is het er nog steeds niet over eens of deze uitspraak van toepassing is op de gewaagde proeven op de materie zelf of dat ze eerder symbolisch verwijst naar de pogingen van de menselijke geest om zich vrij te maken van sleur en vooroordelen. Ofwel bedoelde ze het afwisselend, ofwel allebei samen.

## Het verhaal
Zeno Ligre is een fictief humanistisch personage uit de renaissance dat tegelijkertijd filosoof, dokter en alchemist is en zijn kennis vooral heeft opgedaan in de loop van zijn zwerversbestaan. Zijn kritische geest, zijn wetenschappelijke bezigheden en zijn onthullingen ergeren de kerk mateloos. Hij vlucht onder een valse naam naar Brugge, waar hij opgesloten wordt in een inquisitiegevangenis en zelfmoord pleegt. Het verhaal bestaat uit drie grote delen: zijn leven als zwerver, zijn ondergedoken leven en zijn tijd in de gevangenis. Zeno staat symbool voor de mens die zoekt naar waarheid en die niet kan verzwijgen. Dit doet hij omgeven door tijdgenoten onder wie sommigen hem begrijpen en anderen niet. Dat moet hij eerst met zijn vrijheid bekopen en daarna ook met zijn leven.
De dood van het personage vertoont gelijkenissen (hij weigert immers zijn mening te herzien) met die van Giordano Bruno.

## Belang van het werk
L'Œuvre au noir kan gezien worden als de middeleeuwse tegenhanger van Mémoires d'Hadrien, de bekendste roman van Marguerite Yourcenar. De twee romans hebben gemeenschappelijk dat ze de gedachtegang weergeven van twee tamelijk verschillende mannen, over de tijdsperiode waarin zij leven en de wereld zoals zij die kennen.
In tegenstelling tot Hadrianus is Zeno geen machtig man en ontwikkelt hij zich midden in een samenleving waar er voortdurend gevaar dreigt voor wie de vrijheid van meningsuiting of van gedachten voorstaat. De roman beschrijft Zeno’s leven vanaf zijn geboorte als bastaardkind van de zus van een rijke bankier uit Brugge tot aan zijn dood in de gevangenis. Hij werd gedreven door zijn gezond verstand en zijn ruimdenkendheid, in die tijd allesbehalve alledaags. Zijn ondervindingen brengen hem interesses bij voor diverse onderwerpen zoals de geneeskunde (de anatomie diepgaand bestuderen en dissecties uitvoeren), de alchemie, reizen, enz. Hij botst echter op een wereld waar het obscurantisme heerst en waar de doodstraf voor de onbenulligste reden wordt uitgevoerd. Het gevaar is in deze roman alomtegenwoordig.
Zeno’s reizen laten ons zijn indrukken na over de maatschappij, de politieke organisatie, de religies en hun hervormingen, enz. Uit zijn wetenschappelijke experimenten onthouden we de manier waarop hij een wonderlijke wereld van kennis voor de toekomst aan het creëren was. Zijn discussies met de zeldzame personages die in staat zijn om hem te begrijpen (de prior, zijn neef) wijzen ons op het belang van verdraagzaamheid en van de mogelijkheid tot (geestelijke) verrijking die een ander kan bieden. Helaas was dit alles te modern voor de tijd waarin hij leefde en kon een dergelijk personage slechts ergernis en achterdocht van de regerende macht opwekken.

## Verfilming
Deze roman is verfilmd in 1987 door de Belgische filmregisseur André Delvaux: zie L'Œuvre au noir.